# 三菱電機エンジニアリング
三菱電機エンジニアリング株式会社（みつびしでんきエンジニアリング、英:Mitsubishi Electric Engineering Company, Limited）は、東京都千代田区に本社を置く三菱電機グループのエンジニアリング会社。略称はMEE（エムイーイー）。

## 概要
三菱電機の開発・設計を担う三菱電機グループのエンジニアリング会社でありハードウェアの設計・開発を主に行っている。
その他に、FA関連製品や医療機器などの自社製品の開発・設計を行っている。
また、かつて三菱電機が製造販売していたダイヤトーンブランドを引き継いだ家庭用スピーカーシステムを2006年12月から2021年3月まで受注生産・インターネット販売していた。

## 沿革
- 1962年 - 菱電エンジニアリング株式会社として設立。
- 1979年 - 事業所制施行。支所は事業所、分室は支所と呼称変更。
- 1987年 - 三菱電機エンジニアリング株式会社に社名変更。
- 1988年 - CIを導入，企業理念およびスローガンを制定。
- 1992年 - 創立30周年記念技術展を東京で開催。
- 1997年 - 事業部制施行。
- 1998年 - 人材派遣業の子会社・サンエール技研株式会社（現・ダイヤモンドパーソネル）を設立。
- 1998年 - 営業統括部を新設。
- 2003年 - 中国広州市に設計子会社「広州海菱機電技術有限公司」を設立。
- 2003年 - 電子デバイス事業所を株式会社ルネサスデバイスデザインとして分離。
- 2012年2月 - 創立50周年記念技術展を東京で開催。
- 2015年3月 - 売上高が1000億円を突破。

## 拠点

### 本社
- 営業統括部
- SE事業部
- e-ソリューション＆サービス事業部

### 事業所
- メディアシステム事業所（鎌倉市）
- 鎌倉事業所（鎌倉市）
- 静岡事業所（静岡市駿河区）
- 中津川事業所（中津川市）
- 名古屋事業所（春日井市）
- 稲沢事業所（稲沢市）
- 京都事業所（長岡京市）
- 伊丹事業所（尼崎市）
- 三田事業所（三田市）
- 和歌山事業所（和歌山市）
- 神戸事業所（神戸市兵庫区）
- 姫路事業所（姫路市）
- 丸亀事業所（丸亀市）
- 福山事業所（福山市）
- 長崎事業所（西彼杵郡時津町）

## 関連企業
- 三菱電機
- 株式会社ダイヤモンドパーソネル
- 広州海菱機電技術有限公司

ほか

## 主要取引先
- 三菱電機
- 東芝三菱電機産業システム
- 三菱電機トレーディング
- 三菱電機ビルソリューションズ

ほか